# NGC 7538
NGC 7538 je emisijska maglica u zviježđu Cefeja, u blizini maglice Mjehura (NGC 7635). Udaljena je oko 9100 svj.g., u Perzejevom spiralnom kraku Kumove slame.
Vjeruje se da je dio Kompleksa Cassiopeia OB2.  regiji aktivnog stvaranja zvijezda koja uključuje nekoliko svijetlih infracrvenih izvora. U maglici se nalazi najveća do sada otkrivena protozvijezda, oko 300 puta veća od našeg Sunca. 